# Österreichische Faustballnationalmannschaft der Männer
Die österreichische Faustballnationalmannschaft der Männer ist die vom österreichischen Nationaltrainer getroffene Auswahl österreichischer Faustballspieler. Sie repräsentiert den Österreichischen Faustballbund auf internationaler Ebene bei Veranstaltungen der International Fistball Association. Sie ist eine der führenden Faustballnationalmannschaften des europäischen Kontinents.

## Turnierteilnahmen

### Weltmeisterschaften
| - 1968 in Österreich: 2. Platz (von 8) - 1972 in Deutschland: 3. Platz (von 7) - 1976 in Brasilien: 3. Platz (von 6) - 1979 in der Schweiz: 2. Platz (von 8) - 1982 in Deutschland: 4. Platz (von 8) - 1986 in Argentinien: 2. Platz (von 6) - 1990 in Österreich: 2. Platz (von 11) | - 1992 in Chile: 2. Platz (von 10) - 1995 in Namibia: 3. Platz (von 10) - 1999 in der Schweiz: 3. Platz (von 12) - 2003 in Brasilien: 3. Platz (von 10) - 2007 in Deutschland: 1. Platz (von 12) - 2011 in Österreich: 2. Platz (von 12) - 2015 in Argentinien: 3. Platz (von 14) |

### Europameisterschaften
| - 1965 in Österreich: 2. Platz - 1970 in der Schweiz: 3. Platz - 1974 in Österreich: 3. Platz - 1978 in Deutschland: 3. Platz - 1981 in Österreich: 3. Platz - 1984 in der Schweiz: 1. Platz - 1988 in Österreich: 2. Platz - 1991 in der Schweiz: 2. Platz - 1994 in Deutschland: 3. Platz - 1996 in Österreich: 3. Platz | - 1998 in Deutschland: 2. Platz - 2000 in Österreich: 2. Platz - 2002 in Deutschland: 1. Platz - 2004 in der Schweiz: 1. Platz - 2006 in Österreich: 2. Platz - 2008 in Deutschland: 1. Platz - 2010 in der Schweiz: 1. Platz - 2012 in Deutschland: 2. Platz - 2014 in der Schweiz: 3. Platz - 2016 in Österreich: 3. Platz |

## Team

### Aktueller Kader
Kader für die World Games 2022 in den Vereinigten Staaten.
| Nr.            | Name               | Geburtstag | Verein                   | Spiele  | Debüt   | Letzter Einsatz |         |
| Angriff        | Angriff            | Angriff    | Angriff                  | Angriff | Angriff | Angriff         | Angriff |
| -------------- | ------------------ | ---------- | ------------------------ | ------- | ------- | --------------- | ------- |
|                | Jean Andrioli      | 22.07.1985 | Union Compact Freistadt  | 33      |         |                 |         |
|                | Gustav Gürtler     | 16.06.1997 | AWN TV Enns              |         |         |                 |         |
|                | Maximilian Huemer  | 12.04.1997 | Union Tigers Vöcklabruck |         |         |                 |         |
|                | Karl Mühllehner    | 13.05.1997 | Union Tigers Vöcklabruck |         |         |                 |         |
| Abwehr/Zuspiel |                    |            |                          |         |         |                 |         |
|                | Philipp Einsiedler | 18.06.2004 | UFG Grieskirchen/Pötting |         |         |                 |         |
|                | Jakob Huemer       | 05.04.1995 | Union Tigers Vöcklabruck |         |         |                 |         |
|                | Mathias Karafiat   | 04.12.1994 | Union Tigers Vöcklabruck |         |         |                 |         |
|                | Simon Lugmair      | 09.08.1993 | UFG Grieskirchen/Pötting |         |         |                 |         |
|                | Elias Walchshofer  | 01.07.1995 | Union Tigers Vöcklabruck |         |         |                 |         |
|                | Stefan Wohlfahrt   | 17.02.1993 | FBC ASKÖ Linz-Urfahr     |         |         |                 |         |

### Trainerstab
| Name                 | Funktion         |
| -------------------- | ---------------- |
| Martin Weiß          | Trainer          |
| Michael Fels         | Co-Trainer       |
| Gerhard Horvath      | Physiotherapeut  |
| Philipp Schretter    | Physiotherapeut  |
| Michael Reisenberger | Sportkoordinator |

### Teamchef ab 1999
| Name                 | von  | bis  | Anmerkungen, Erfolge                               |
| -------------------- | ---- | ---- | -------------------------------------------------- |
| Ernst Almhofer       | 1999 | 2007 | Weltmeister und Europameister (2007 und 2004)      |
| Winfried Kronsteiner | 2008 | 2015 | Europameister (2008 & 2010) Vizeweltmeister (2011) |
| Martin Weiß          | 2016 |      |                                                    |